# Weekly Blitz
Weekly Blitz est un hebdomadaire tabloïd publié au Bangladesh et fondé en 2003.

## Rédacteur en chef
Salah Uddin Shoaib Choudhury est un journaliste anti-islamiste au Bangladesh actuellement accusé de sédition, de trahison et de blasphème . Selon la loi bangladaise, la sédition est passible de la peine capitale. Il a reçu le Freedom to Write Award de PEN USA (en) en 2005, le prix Moral Courage Award de l'American Jewish Committee en 2006, le Monaco Media Award en 2007, le Key to Englewood City en 2007 ainsi que plusieurs prix et distinctions en Suisse et à l'étranger,.

## Publications
Le Blitz continue d'observer, d'enquêter et de se concentrer sur l'agenda caché des groupes de militantisme islamiste au Bangladesh, dans la région et dans le monde. Il défend fermement les groupes minoritaires religieux au Bangladesh. De plus, Weekly Blitz ose publier des nouvelles qui sont ignorées ou jamais publiées par un autre journal dans le pays. En particulier, Weekly Blitz ne publie que des informations sur Israël, le monde juif et l'Occident, sans abus et sans détorsion.
En juillet 2006, le bureau de ce journal victime d'un attentat à la bombe par des militants islamistes. Le 18 mars 2008, des membres du Bataillon d'action rapide ont fait une descente dans le bureau du Weekly Blitz et enlevé son rédacteur en chef. Il a été libéré après plusieurs heures.

## Controverse
Avant son arrestation le 7 novembre 2012, Blitz a publié de nombreux articles dans son supplément sur la promotion de la Corée du Nord. Les pages d'index du Blitz montrent près de cent pièces de propagande pour la Corée du Nord, malgré les tensions extrêmes entre les États-Unis et la Corée du Nord et malgré le fait que la Chambre des représentants des États-Unis ait honoré Choudhury en adoptant la Résolution 64 en 2007.